# ムムムム・・・・
「ムムムム・・・・」（英：Mmm Mmm Mmm Mmm）は、カナダのフォークロックグループであるクラッシュ・テスト・ダミーズが1993年に発表したアルバム『God Shuffled His Feet』に収録された楽曲である。

## 解説
歌詞では、若くして髪の毛が真っ白になった男の子と、生まれつきのあざでおおいつくされた女の子の孤独な苦しみが記されている。3人目に登場する子供は、ペンテコステ派の教会で「よろめいて、揺れる」ことを強制される。
時々ライヴで演奏される他のバージョンでは、扁桃腺摘出をした男の子の話が、さきの3人のうちの1つと入れ替えられた。

## ミュージック・ビデオ
ミュージック・ビデオでは、歌詞の内容に沿って子供達が劇を演じている。そして、ステージの裏でクラッシュ・テスト・ダミーズが楽曲を演奏している内容になっている。
最初のシーンでは、交差点での自動車事故を起こした小さな男の子の物語で、事故のショックのため髪の毛が白くなってしまう。
次のシーンでは、刑事に扮した3人の詮索好きな女の子たちに、身体中があざでおおわれていることを発見されてしまう女の子の物語である。
最後のシーンでは、教会に通う人々がお祈りの間に震えてよろめいているところに、厳格な両親の下で生きる男の子が出席した話である。

## 評価
「ムムムム・・・・」は成功した楽曲だが、Bad Songs のリストにしばしば記載されることがある。例えばVH1の「50 Most Awesomely Bad Songs Ever」では 15位を記録し、ローリング・ストーンからは「15th Most Annoying Song」の称号を受け、ブレンダーの「50 Worst Songs Ever」では 31位を記録した。
ユーモア作家のP. J. O'Rourkeは、1994年に執筆したエッセイで、昔より現代の生活の方が良くなっていることの例として次のように語っている。「悪いことですら、昔に比べれば良くなっている。ワーグナーの指輪は演奏するのに4日かかるが、クラッシュ・テスト・ダミーズのムムムム・・・・は3分で済む。」
この曲はグラミー賞のGrammy Award for Best Pop Performance by a Duo or Group with Vocalにノミネートされたが、オール・4・ワンの「アイ・スウェアー」に敗れた。
1994年にフジテレビ系列で深夜に放送されていた音楽番組『BEAT UK』では、UKシングルチャートNo.1を獲得している。

## チャートと売上
このシングルはバンドにとって最も成功した曲となった。アメリカでは 4位を、イギリスでは 2位を記録し、アメリカとオーストラリアのモダン・ロック・チャートでは 1位を記録した。
| チャート (1994年)                         | 順位 |
| ----------------------------------------- | ---- |
| Australian ARIA Singles Chart             | 1    |
| Austrian Singles Chart                    | 3    |
| Dutch Top 40                              | 4    |
| French SNEP Singles Chart                 | 5    |
| German Singles Chart                      | 1    |
| Irish Singles Chart                       | 3    |
| New Zealand RIANZ Singles Chart           | 4    |
| Norwegian Singles Chart                   | 1    |
| Swedish Singles Chart                     | 1    |
| Swiss Singles Chart                       | 7    |
| 全英シングルチャート                      | 2    |
| U.S. Billboard Hot 100                    | 4    |
| U.S. Billboard Hot Mainstream Rock Tracks | 25   |
| U.S. Billboard Hot Modern Rock Tracks     | 1    |
| U.S. Billboard Top 40 Mainstream          | 6    |

| 年間チャート (1994年)    | 順位 |
| ------------------------ | ---- |
| Australian Singles Chart | 14   |
| Austrian Singles Chart   | 11   |
| Dutch Top 40             | 29   |
| French Singles Chart     | 32   |
| Swiss Singles Chart      | 19   |
| U.S. Billboard Hot 100   | 35   |

| 国         | 認定     | 日付         | 売上枚数 |
| ---------- | -------- | ------------ | -------- |
| ドイツ     | ゴールド | 1994年       | 150,000  |
| ノルウェー | プラチナ | 1994年       | 10,000   |
| イギリス   | シルバー | 1994年5月1日 | 200,000  |
| アメリカ   | ゴールド | 1994年7月4日 | 500,000  |

### 前後チャート
| 先代 「ルーザー」 by ベック                                                                                               | Billboard Modern Rock Tracks number-one single 1994年3月12日 (1週)      | 次代 「ゴッド」 by トーリ・エイモス                                     |
| 先代 「ルーザー」 by ベック                                                                                               | Norwegian VG-Lista number-one single 1994年24週 - 1994年29週 (6週)      | 次代 「ラヴ・イズ・オール・アラウンド」 by ウェット・ウェット・ウェット |
| 先代 「ウィズアウト・ユー」 by マライア・キャリー                                                                         | Swedish number-one single 1994年6月3日 - 1994年6月17日 (3週)            | 次代 「ベイビー、アイ・ラヴ・ユア・ウェイ」 by ビッグ・マウンテン       |
| 先代 「ザ・モスト・ビューティフル・ガール・イン・ザ・ワールド」 by ジ・アーティスト・フォーマリー・ノーン・アズ・プリンス | Australian (ARIA) number-one single 1994年6月11日 - 1994年6月25日 (3週) | 次代 "ラヴ・イズ・オール・アラウンド" by ウェット・ウェット・ウェット   |
| 先代 「United」 by Prince Ital Joe and Marky Mark                                                                         | German number-one single 1994年7月15日 (1週)                            | 次代 「アイ・スウェアー」 by オール・4・ワン                            |